# Gregory Colbert
Gregory Colbert (Toronto, Canadá, 1960) es un cineasta y fotógrafo más conocido como el creador de Ashes and Snow, una exposición de obras fotográficas y videos albergada en el Museo Nómada (The Nomadic Museum). 

## Carrera
Ashes and Snow
La primera exposición de Gregory Colbert, Timewaves, se inauguró en el Museo de Elysée en Suiza en 1992, recibiendo elogios de la crítica. Durante los siguientes diez años, Colbert no exhibió públicamente sus obras ni sus videos. En cambio, viajó a lugares como India, Birmania, Sri Lanka, Egipto, Dominica, Etiopía, Kenia, Tonga, Namibia y la Antártica para filmar y fotografiar la interacción entre los seres humanos y los animales. Desde 1992, Colbert ha realizado más de 60 expediciones y ha colaborado con más de 130 especies: Colbert ha filmado y fotografiado animales como elefantes, ballenas, manatíes, ibis sagrados, grullas Antigona, águilas reales, halcones gyr, rinocerontes búceros, guepardos, leopardos, perros salvajes africanos, babuinos, gibones, orangutanes y cocodrilos de agua salada. Los sujetos humanos que ha fotografiado y filmado incluyen a monjes birmanos, bailarines en trance, gente San, y miembros de otras tribus indígenas alrededor del mundo.
La obra de Gregory Colbert "Ashes and Snow" es un proyecto que consta de fotografía artísticas, una película y dos cortometrajes "haikus" y una novela presentada en cartas.
Las fotografías y películas de Colbert intentan despertar un recuerdo antiguo en las personas de cuando vivían en armonía con los animales.
En 2002, Colbert presentó su obra Ashes and Snow en Venecia, Italia. Una crítica en The Globe and Mail del 9 de abril de 2002 dijo, al respecto, lo siguiente: “Colbert develó Ashes and Snow, una exhibición de imágenes y fotografías sin precedentes por su alcance y escala. Cubriendo 12,600 metros cuadrados, es una de las exposiciones de una sola persona más grandes en la historia de Europa.”
En la primavera del 2005, la exposición se inauguró en la ciudad de Nueva York dentro del Museo Nómada (The Nomadic Museum), una estructura temporal construida exclusivamente para albergar la exposición. Posteriormente, Ashes and Snow y el Museo Nómada viajaron a Santa Mónica, California en el 2006, a Tokio en el 2007 y a la Ciudad de México en el 2008. Hasta la fecha, más de 10 millones de personas han visitado Ashes and Snow, lo que la convierte en la exposición de un artista vivo con mayor asistencia en la historia.

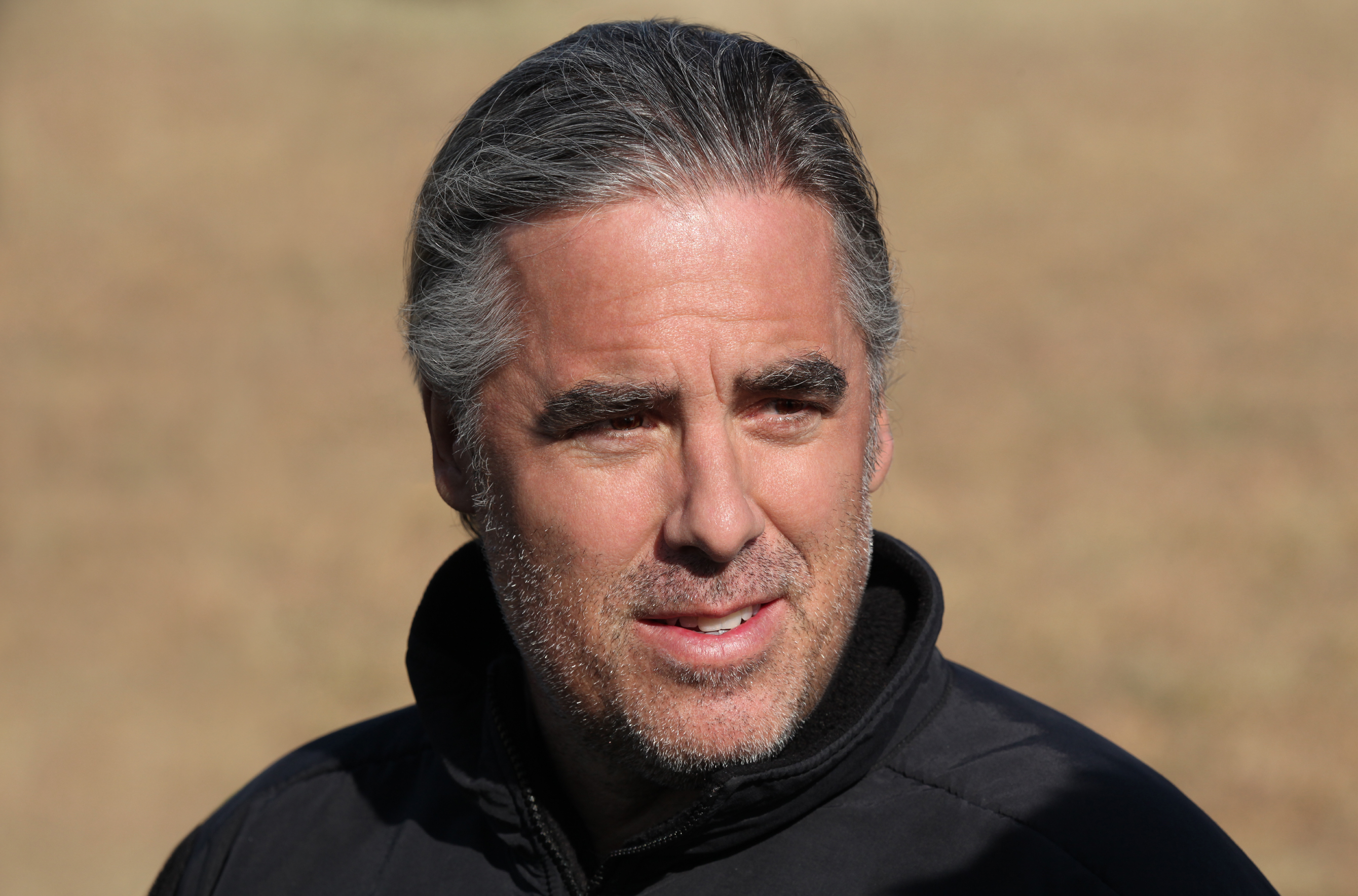
Gregory Colbert, Tanzania.

Colbert empezó su carrera en París en 1983, realizando películas documentales sobre temas sociales. Su documental On the Brink-An AIDS chronicle (En el Borde – Una Crónica del SIDA), fue filmado en nueve países, y nominado para un premio ACE en 1985 en la categoría de mejor documental. Otros proyectos fílmicos incluyen Last Words (Últimas Palabras) y Finding a Way Home (Encontrando un Camino a Casa). Su trabajo en cine lo condujo hacia la fotografía artística.  

Gregory Colbert ha recibido una considerable cantidad de premios y distinciones. En el 2006 ganó el premio de “Mejor Curador del Año” (“Best Curator of the Year”) en los Premios Lucie (Lucie Awards). 
En el 2007, su película Ashes and Snow fue nominada para un premio especial en el Festival de Cine de Venecia (Venice Film festival). Su reconocimiento más reciente fue el nombramiento de embajador honorario de cultura y turismo de México.
Ashes and Snow y el Museo Nómada (The Nomadic Museum) continuará su gira mundial indefinidamente.

## Citas
“Cuando empecé Ashes and Snow en 1992, quería explorar la relación entre el hombre y los animales desde adentro hacia afuera. Al descubrir el lenguaje compartido y las sensibilidades poéticas de todos los animales, estoy trabajando para restaurar el territorio común que existió alguna vez, cuando la gente vivía en armonía con los animales.”
“Todas las culturas, desde los egipcios, pasando por los mayas y los nativos americanos hasta los beduinos, crearon bestiarios que les permitían expresar su relación con la naturaleza. Ashes and Snow es un bestiario del siglo veintiuno, lleno de especies de alrededor del mundo. La orquesta de la naturaleza incluye no solo al Homo sapiens, sino también a los elefantes, ballenas, manatíes, águilas, guepardos, orangutanes y muchos otros más.”